# Кучано-Мешхедска долина
Кучано-Мешхедската долина е тектонска падина в Североизточен Иран, разделяща Нишапурските планини на юг от планината Копетдаг на север, всички те части от Туркмено-Хорасанските планини. Тя включва в себе си долините на реките Атрек (влива се в Каспийско море), течаща на запад и Кешефруд (ляв приток на Херируд), течаща на изток, плоския вододел между тях на височина 1350 m, а също и околните предпланински равнини. Дължината ѝ е около 275 km, а ширината от 15 до 30 km. Изградена е от пролувиално-алувиални (често льосовидни) наслаги и се характеризира със силна сеизмичност. Годишната сума на валежите е около 200 mm. Господстват ландшафтите на предпланинските пустини. По дъното ѝ се простира почни непрекъсната верига от оазиси, в които са разположени градовете Мешхед, Кучан, Ширван, Боджнурд и др. Кучано-Мешхедската долина е основният район на поливно земеделие в Североизточен Иран, като се отглеждат памук, опиумен мак, плодове, зеленчуци, зърнени култури, лозя и др.